# San Cayetano (Buenos Aires)
Pour les articles homonymes, voir San Cayetano.
San Cayetano est une localité argentine située dans le partido homonyme, dans la province de Buenos Aires.

## Démographie
La localité compte 7 354 habitants (Indec, 2010), ce qui représente une augmentation de 9 % par rapport au précédent recensement qui comptait 6 757 habitants en 2001.

## Lieux d'intérêt
- Parc Independiente : il appartient au Club Atlético Independiente, il dispose d'une piscine, d'une piste pour les épreuves équestres, d'un circuit automobile et d'un beau boisement.
- Espace culturel : bâtiment moderne dans le centre, il dispose d'un auditorium. Il abrite l'école municipale des beaux-arts.
- Musée archéologique Faustino Queipo : il est situé dans l'ancienne gare ferroviaire, récupérée à cet effet. Il expose du matériel paléontologique et archéologique extrait du partido.
- Antena Comunitaria de San Cayetano : tour répétitrice communautaire de Telefé dans la ville[2].

## Personnalités
- Agustín Marchesín : joueur de football, gardien de but, champion du Club Atlético Lanús.
- Tulio Cosentino : pharmacien, acteur et directeur de théâtre.

## Religion
| Diocèse  | Bahía Blanca |
| -------- | ------------ |
| Paroisse | San Cayetano |